# Erich Später
Erich Später (* 1959) ist ein deutscher Historiker und Journalist.

## Werdegang und Tätigkeit
Erich Später absolvierte eine Buchhändlerlehre und studierte dann in Berlin sowie Saarbrücken Germanistik und Geschichte.
Später arbeitet für die Heinrich-Böll-Stiftung Saar e. V. und schreibt Beiträge für die Zeitschrift Konkret. Er schreibt Artikel und Bücher über die Geschichte der deutschen Minderheiten in Europa sowie ihre Beteiligung an der NS-Kriegs- und Vernichtungspolitik. Die Verbrechen der Deutschen in der besetzten Tschechoslowakei sind hierbei sein Spezialgebiet. Ferner recherchiert er über die Politik und Vergangenheit der deutschen Vertriebenenverbände.

## Schriften
- Kein Frieden mit Tschechien. Die Sudetendeutschen und ihre Landsmannschaft. Konkret Literatur-Verlag, Hamburg 2005, ISBN 3-930786-43-5.
- Villa Waigner. Hanns Martin Schleyer und die deutsche Vernichtungselite in Prag 1939–1945. Konkret Literatur-Verlag, Hamburg, 2009, ISBN 978-3-930786-57-2.
- Der dritte Weltkrieg. Die Ostfront 1941–45. Conte Verlag, St. Ingbert 2015, ISBN 978-3-95602-053-7.

Aufsätze
- Hitlers Schreck. In: Konkret, Heft 2/2003.
- Das Wort des Führers ist unser Befehl. Heinrich Schneider, ein deutscher Patriot. In: Saarbrücker Hefte, Nr. 89, Frühjahr 2003 (über Heinrich Schneider).
- Gez. NSDAP, SA und SS. Die „Charta der Heimatvertriebenen“ gilt als moralische Grundlage der Planungen für das „Zentrum gegen Vertreibungen“. Sie wurde von Nazis verfaßt und unterzeichnet. In: Konkret, Heft 4/2004.
- Deutsch ist die Saar! 50 Jahre Saar-Referendum. In: grün: konkret (Fraktionszeitschrift Bündnis 90/Die Grünen Saarbrücken), Nr. 2/2005, S. 18–19 (PDF; 733 kB).
- Ein Ehrenmann. Die beispielhaft endlose Karriere des sudetendeutschen Nazis Siegfried Zoglmann. In: Konkret, Heft 9/2005.
- „Vollkommen rehabilitiert“. In: Konkret, Heft 2/2006.
- Volk Nr. 20. In: Konkret, Heft 10/2006.
- Wie viele Nullen hat der BdV? Erfolg für eine militante Revanchistentruppe: Der Bund der Vertriebenen darf die Zahl seiner Sitze im Rat der „Vertriebenenstiftung“ verdoppeln – obwohl die Zahl seiner Mitglieder schrumpft. In: Konkret, Heft 3/2010.
- Zur Geschichte des JAFK. In: Konkret, Heft 9/2012, S. 22–24.